# Zespół Szkół Mechaniczno-Elektrycznych im. Tadeusza Kościuszki w Rybniku
Zespół Szkół Mechaniczno-Elektrycznych im. Tadeusza Kościuszki w Rybniku – publiczna szkoła średnia w Rybniku na ulicy Kościuszki, jedna z największych szkół technicznych w regionie. Na przestrzeni lat przeszła wiele zmian organizacyjnych i strukturalnych, mieściła placówki oświatowe różnego stopnia.

## Kalendarium
- Wrzesień 1939 – oddanie do użytku budynku w którym mieści się obecnie szkoła, powstałego z inicjatywy burmistrza Władysława Webera.
- 1939–1945 – w trakcie II wojny światowej budynek pełnił siedzibę szpitala wojskowego.
- 1945–1952 – siedziba Państwowych Zakładów Kształcenia Handlowego.
- Wrzesień 1952 – Zasadnicza Szkoła Zawodowa, Technikum Ekonomiczne, Technikum Handlowe i Technikum Finansowe pod wspólną dyrekcją dr. Alfonsa Mrowca.
- Rok szkolny 1962/63 – otwarcie Technikum Mechaniczne dla Pracujących oraz Szkoły Mistrzów Budowlanych.
- 1 września 1964 – powstanie dziennego Technikum Mechanicznego.
- Maj 1966 – pierwsza matura w Technikum dla Pracujących.
- 1971 – powołanie pierwszej w okręgu rybnickim średniej szkoły zawodowej, przygotowującej robotników z maturą.
- 1 stycznia 1972 – nadanie szkole nazwy Liceum Zawodowe nr 1 w Rybniku.
- Wrzesień 1977 – przemianowanie Zespołu Szkół Zawodowych nr 2 na Zespół Szkół Mechaniczno–Elektrycznych.
- 1978 – oddanie do użytku nowych warsztatów przy ul. Świerklańskiej.
- Czerwiec 1982 – nadanie szkole imienia Tadeusza Kościuszki.
- 1986 – z inicjatywy Komitetu Rodzicielskiego szkoła otrzymała własny sztandar.
- Wrzesień 2001 – warsztaty szkolne weszły w skład Rybnickiego Centrum Edukacji Zawodowej; do szkoły przeniesiono klasy z zasadniczej szkoły zawodowej z ul. Maksymiliana.
- Rok szkolny 2002/2003 – wejście w skład Zespołu 3-letniego II Liceum Profilowanego i Zasadniczej Szkoły Zawodowej nr 2; zaprzestanie naboru do 5–letniego Technikum Mechanicznego.
- 2007 – powrót do kształcenia w nowych czteroletnich technikach.
- Rok szkolny 2007/2008 – jubileuszowym Rokiem Mechanika; przystąpienie do realizacji unijnego programu „Równy start w przyszłość”.
- Marzec 2008 – podpisanie porozumienia o współpracy i objęcie patronatem szkoły przez Cech Rzemiosł Małej Średniej Przedsiębiorczości w Rybniku[1].

## Dyrektorzy
- Alfons Mrowiec (1952–1953)
- Lucjan Pytel (1953–1954)
- Lech Synoradzki (1954–1984)
- Krystian Kufieta (1984–1991)
- Tadeusz Szostok (1991–1996)
- Jan Delong (1996–2006)
- Marek Holona (od 2006)

## Kierunki kształcenia
Kierunki techniczne (cykl 5-letni):
- Technik elektronik
- Technik elektryk
- Technik teleinformatyk
- Technik grafiki i poligrafii cyfrowej
- Technik mechanik
- Technik energetyk
- Technik transportu kolejowego

Kierunki branżowe (cykl 3-letni):
- Ślusarz
- Operator obrabiarek skrawających
- Elektryk
- Mechanik pojazdów samochodowych

## Znani absolwenci
- Adam Fudali (były prezydent Rybnika)
- Marek Krząkała (poseł)
- Henryk Witała (fizyk jądrowy, profesor UJ)
- Zbigniew Paszenda (konstruktor ludzkich implantów, profesor Politechniki Śląskiej)
- ks. dr Włodzimierz Burzawa
- Stanisław Dziwisz (historyk)
- Stanisław Łabędzki (rzecznik rybnickiej Straży Pożarnej)